# Idiataphe cubensis
Idiataphe cubensis är en trollsländeart som först beskrevs av Samuel Hubbard Scudder 1866.  Idiataphe cubensis ingår i släktet Idiataphe och familjen segeltrollsländor. Inga underarter finns listade i Catalogue of Life.